# Jonathan Caruana
Jonathan Caruana (Paola, 24 luglio 1986) è un ex calciatore maltese, di ruolo difensore.

## Carriera

### Club
Caruana inizia la sua carriera nelle file dell'Hibernians nel 2003, club con il quale debutta nella Premier League di Malta. Nell'estate 2005, si trasferisce in prestito al Mosta. Dopo una stagione in cui colleziona 17 presenze senza realizzare reti ritorna alla squadra di Paola. Nell'estate 2010 viene acquistato dal Valletta.

### Nazionale
Ha giocato 22 partite internazionali con la nazionale di Malta, nelle quali non ha segnato gol.

## Palmarès

### Club

#### Competizioni nazionali
- Campionato maltese: 5

Hibernians: 2008-2009
Valletta: 2010-2011, 2015-2016, 2017-2018, 2018-2019
- Coppa di Malta: 3

Hibernians: 2006-2007
Valletta: 2013-2014, 2017-2018
- Supercoppa di Malta: 6

Hibernians: 2007
Valletta: 2010, 2011, 2012, 2016, 2018